# Holly Hobbie (série télévisée)
Holly Hobbie est une série télévisée canadienne pour la jeunesse, d'après la franchise du même nom, diffusée d'abord aux États-Unis depuis le 16 novembre 2018 sur Hulu, puis à partir du 12 janvier 2019 sur Family Channel. La deuxième saison a été mise en ligne le 22 novembre 2019 sur Hulu.
En France, elle est diffusée à partir du 8 janvier 2020 sur France 4 et sur la plateforme Okoo.

## Synopsis
La série met en scène Holly, une jeune adolescente autrice-compositrice-interprète de musique country qui veut aider les autres, entourée de ses amis et de sa famille.

## Distribution
- Ruby Jay (VF : Alayin Dubois) : Holly Hobbie
- Saara Chaudry (en) (VF : Dorothée Schoonooghe) : Amy
- Kamaia Fairburn : Piper Parish
- Charles Vandervaart (VF : Yannick Besson) : Robbie Hobbie
- Evan Buliung (en) : Robert Hobbie
- Kate Moyer (en) (VF : Noa Lecot) : Heather Hobbie
- Hunter Dillon : Tyler Flaherty
- Erin Karpluk : Katherine Hobbie
- Sara Botsford : Helen Hobbie
- Sara Waisglass : Lyla

Version française : VSI Paris - Chinkel S.A.

## Fiche technique
- Réalisation : Stefan Brogren
- Auteur : Sarah Glinski
- Musique : Aimee Bessada
- Musique générique : Be the Change, écrite par Cristi Renae Vaughan et Matt Naylor, interprétée par Ruby Jay
- Sociétés de production : Aircraft Pictures, American Greetings Entertainment et Cloudco Entertainment

## Épisodes

### Saison 1
1. La scène ouverte
2. Sabotage !
3. Le mystère du concombre
4. La princesse cornichon
5. Y laisser des plumes
6. Delectamentum canis lac
7. La trouble-fête
8. Chicago
9. Licorne vs cornichon
10. Le bouquet

### Saison 2
1. Erreur de casting
2. Comédienne en péril
3. Les Hobbie dans les bois
4. La chanteuse hargneuse
5. Les tacos de la colère
6. Excursions nocturnes
7. Une fille intrépide
8. En quête de racines
9. CQFD
10. La starlette au grand cœur